# Liptovská Teplička
Liptovská Teplička (in ungherese Teplicska, in tedesco Zeplitschke) è un comune della Slovacchia facente parte del distretto di Poprad, nella regione di Prešov.
Il villaggio fu menzionato per la prima volta nel 1634.